# Lola Calamidades (telenovela ecuatoriana)
Lola Calamidades fue una telenovela ecuatoriana emitida en 1992, basada en la producción homónima colombiana, escrita por Julio Jiménez y dirigida por Juan Carlos Terán, para la cadena Ecuavisa. Desarrollada en 33 episodios. 
Fue protagonizada por Francisco Terán, Cristina Rodas y Claudia González.

## Elenco
- Cristina Rodas
- Francisco Terán
- Claudia González
- Patricia Naranjo
- Isolda Fischer
- Pepa Rendón
- Carlos Clonares
- Fabian Toro
- Henry Alarcón
- Joselo Aguirre
- María Belén Moncayo
- Laly Moreno
- Wilson Salguero
- Diego Hurtado
- Orlando Schwarz

## Sinopsis
Es la versión ecuatoriana de la novela colombiana Lola Calamidades, realizada en los años 80. La serie aborda la existencia de una mujer que lleva una vida atormentada en una pequeña población y a la que le atribuyen numerosas adversidades y mala fortuna.
Lola Calamidades es la historia de una joven misteriosa a quien todos llamaban “El alma en pena”. La gente del pueblo pensaba que estaba loca pues vestía harapos y sólo la veían en las noches cuando salía a caminar por el cementerio, el lugar donde vivía. Lo que nadie sabía es que esa joven sucia y de mirada perdida, era la misma niña que años atrás había sufrido mucho tras la muerte de su padre. 
Lola, una joven que vive marcada por la desgracia y la mala suerte y un hombre que nunca ha podido olvidarla desde que la conoció en su niñez, que a pesar del tiempo transcurrido sueña con reencontrarse con ella.

## Versiones
- Lola Calamidades: Versión original, realizada en 1987 por RTI y protagonizada por Nórida Rodríguez.
- Dulce ave negra: Versión nueva producida por RTI en 1993, protagonizada por Marcela Gallego y Fernando Allende.
- Bella Calamidades: Es la versión realizada en el 2010 en Colombia por la productora RTI para Caracol Televisión y Telemundo. La historia es protagonizada por Danna García y Segundo Cardenas.
- Mi adorable maldición: Versión producida en México por Ignacio Sada Madero para Televisa en 2017, protagonizada por Renata Notni y Pablo Lyle.